# إينوسنت الثاني
إنوسنت الثاني (توفي 24 سبتمبر 1143)، ولد باسم غريغوريو باباريسكي وكان البابا بين 1130-1143، وكان على الأرجح أحد رجال الدين من المجلس الشخصي للبابا المزيف كليمنت الثالث (غوبرت من رافينا).